# Castell de Shuri
El castell Shuri (首里城, Shuri-jō) un castell japonès ubicat a Shuri, Naha, Okinawa, Japó. Va ser el primer palau del regne Ryukyu. El 1945, durant la batalla d'Okinawa, va ser gairebé completament destruït, quedant només algunes parets en peu gairebé arran de terra. El 1992, va ser reconstruït en el lloc original, utilitzant informació de fotografies, relats històrics i la memòria.

## Història
La data exacta de la construcció del castell es desconeix, tot i que recents excavacions troben les ruïnes més antigues del castell al final del segle xiv. Es pensa que un principi va ser un gusuku (fortalesa), acabat abans del 1427. També hi ha el testimoni d'una placa que celebra la creació dels jardins externs, custodiada al museu de la prefectura d'Okinawa.
Quan l'emperador Shō Hashi unificà les tres seccions d'Okinawa i va establir el regne Ryukyu, va utilitzar el castell Shuri com la seva residència. En aquest llavors, Shuri va florir com a capital i així va continuar fins a la segona dinastia Sho. Per 450 anys des de començaments del segle xv, aquesta fortalesa va exercir com cort imperial així com a centre administratiu del regne Ryukyu. Va ser un lloc central de comerç amb l'exterior, així com el cor polític, econòmic i cultural de Ryukyu.